# Han Shaogong

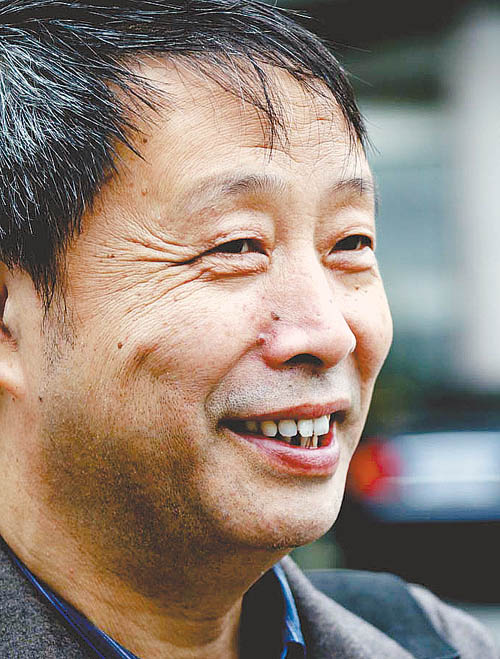

Han Shaogong (韓少功, ur. 1 stycznia 1953) – chiński pisarz.
Urodził się w prowincji Hunan. Podczas rewolucji kulturalnej, w wieku kilkunastu lat został zesłany na wieś (jako przedstawiciel tzw. wykształconej młodzieży). Znajdzie to odzwierciedlenie w jego twórczości, początkowo realistycznej, opisującej realia życia w Chinach Mao Zedonga, następnie zmierzającej w kierunku awangardy. Łączy chińską tradycję - mitologia, folklor - z nowoczesnymi, zachodnimi, nurtami literackimi.
Był tłumaczony na wiele języków, w tym na polski. W Polsce ukazała się encyklopedyczna powieść Słownik Maqiao, zbiór fabularyzowanych wspomnień z okresu zesłania na wieś (pierwsza połowa lat 70.).